# 直鱷屬
直鱷屬（學名：Orthosuchus）是種已滅絕鱷形超目，生存於侏罗纪早期。牠們具有狹窄的口鼻部與虛弱的牙齒，並以魚類為主食。